# Haakon County
Haakon County er et county beliggende i den centrale del af den amerikanske delstat South Dakota. Hovedbyen og den største by er Philip. I 2016 havde countyet 1.892 indbyggere. Det blev grundlagt i 1914 og endeligt organiseret i 1915. Haakon County er opkaldt efter den norske konge Haakon 7.

## Geografi
Ifølge United States Census Bureau er Haakon Countys totale areal på 4.732 km², hvoraf de 41 km² er vand.

### Tilgrænsende counties
- Ziebach County (nord)
- Stanley County (øst)
- Jones County (sydøst)
- Jackson County (syd)
- Pennington County (vest)